# Заказной ярлык
Заказной ярлык — почтовый ярлык установленной формы, который наклеивается на заказные почтовые отправления в целях их выделения и облегчения обработки.

## Описание
Заказной ярлык представляет собой узкую полоску бумаги с нанесённой буквой «R» (сокращённо от фр. «Recommandé» — «Заказное») или «З» в СССР и России (сокращённо от «Заказное»), порядковым номером и названием почтового отделения.
Зачастую на почтовых отправлениях вместо заказных ярлыков применяются заказные штампы. Иногда возможно их совместное нанесение на отправление:

## Виды
Помимо обычных заказных ярлыков, известны также ярлыки заказного сбора, которые применялись в ГДР с 1967 года. Они были предназначены для оплаты дополнительной услуги — заказного отправления и представляли собой наклейку из двух частей: наклеиваемой на почтовое отправление номерной наклейки с впечатанной стоимостью и номерного талона (квитанции) без обозначения стоимости. Такие ярлыки выдавались установленными на почтамтах самообслуживания автоматами за 50 пфеннигов (тариф пересылки заказного письма в то время).
Кроме того, могут использоваться специальные заказные ярлыки, предназначенные для употребления в течение ограниченного периода времени и в определённых почтовых отделениях. Они имеют дополнительные рисунок или текст, обозначающие некоторое событие, в связи с которым они выпущены.

## История
Первые заказные ярлыки появились в Германии в 1875 году. В России они стали употребляться с 1900 года.